# Hardcore punk
Hardcore punk (também referido como punk hardcore ou simplesmente hardcore) refere-se a cena musical surgida internacionalmente através da "segunda onda do punk", no final da década de 1970, e mais comummente a um estilo de punk rock considerado ainda mais rápido e agressivo.

## História

### América do Norte
No final dos anos 70, uma série de bandas, em particular nas cidades costeiras do sul da Califórnia, nos Estados Unidos e particularmente em Washington, D.C, lideradas por adolescentes suburbanos, skatistas e surfistas, formaram uma cena punk mais extrema (tanto no aspecto musical como comportamental) comparada às variações de sucesso de outras regiões do país e do resto do mundo. "Hardcore" significa literalmente "núcleo duro", mas o significado mais adequado em português seria "casca-grossa".
A palavra já era usada para designar militantes agressivos ou qualquer versão mais extrema ou exagerada de algo que foi adotada por punks como sinônimo de originalidade e radicalismo, tanto em oposição à sonoridade mais lenta e fiel ao rock and roll tradicional dos medalhões do punk rock como Sex Pistols e Ramones, quanto à versão comercial, eletrônica e açucarada do gênero, conhecida como new wave, que começava a triunfar nas rádios.
Algumas das bandas pioneiras desta cena hardcore inicial da Califórnia, entre 1978 e 1980 foram  os Middle Class, Germs, Black Flag e, em São Francisco, os Dead Kennedys.
Paralelamente, os Bad Brains, Teen Idles e o Minor Threat desenvolviam um estilo semelhante do outro lado do país, em Washington D.C.

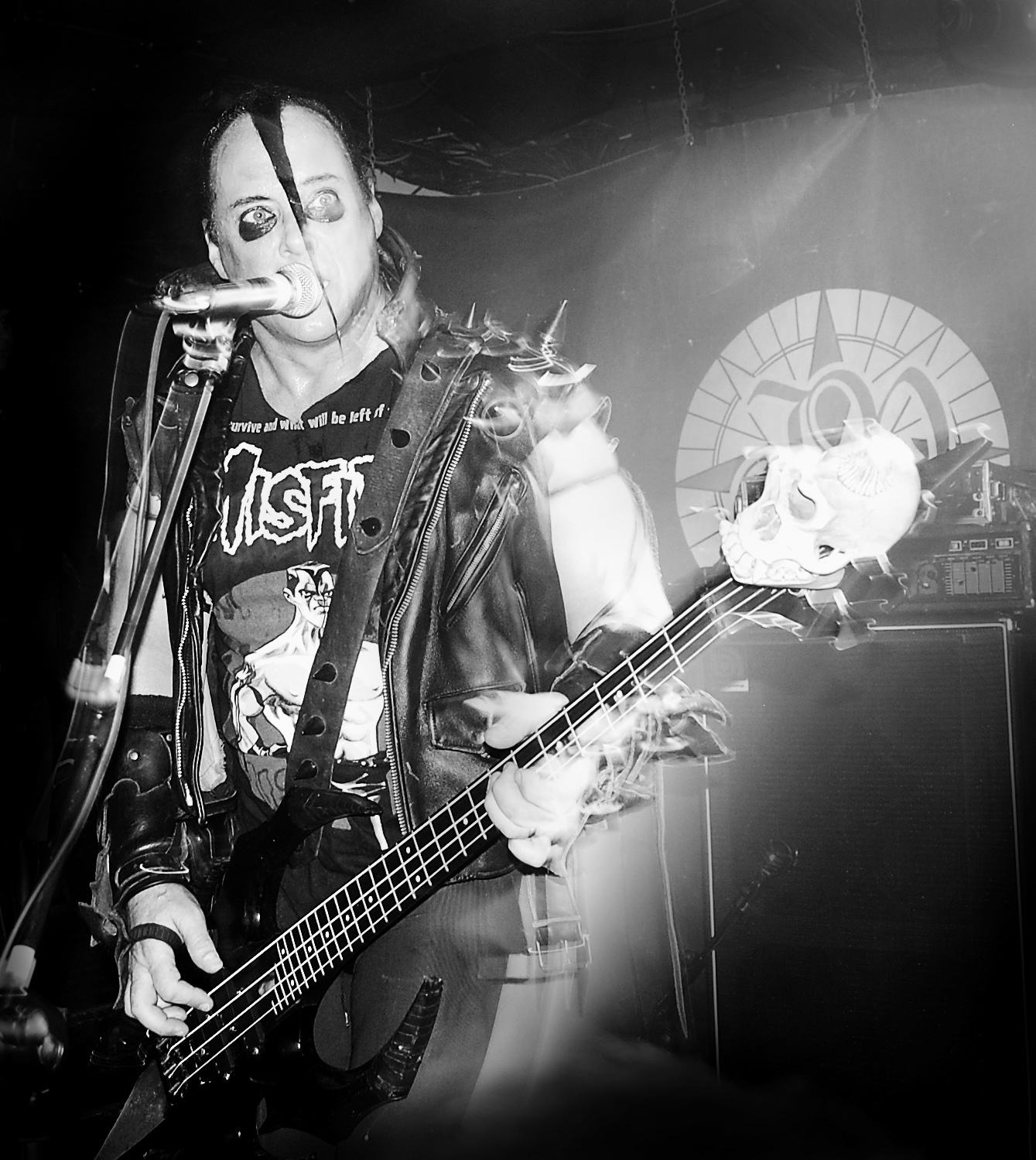
Jerry Only atuando com os Misfits, uma das primeiras bandas de hardcore punk surgida na década de 1970. A banda também foi considerada a fundadora do estilo horror punk.

Qual foi o primeiro disco do gênero é um ponto incerto, mas dois discos que combinam pioneirismo com uma postura hardcore definida foram os EP Out of Vogue da banda Middle Class (na altura o disco de rock mais veloz de todos os tempos) e Nervous Breakdown, do Black Flag (menos rápido, mas igualmente agressivo), lançados em 1978.
Neste mesmo ano saiu também o EP Lexicon Devil, dos Germs, que, acelerando o andamento em relação ao primeiro single da banda, serviu como ponte entre a primeira geração do punk de Los Angeles e o Hardcore propriamente dito. O álbum da banda, (GI), sairia no ano seguinte e conteria ainda mais traços do que passaria a se chamar de Hardcore.
Enquanto isso, em Vancouver, no Canadá, bandas como D.O.A. e Subhumans desenvolviam algo semelhante, musical e ideologicamente. O D.O.A. foi um dos responsáveis pela propagação do termo, com seu disco Hardcore '81.

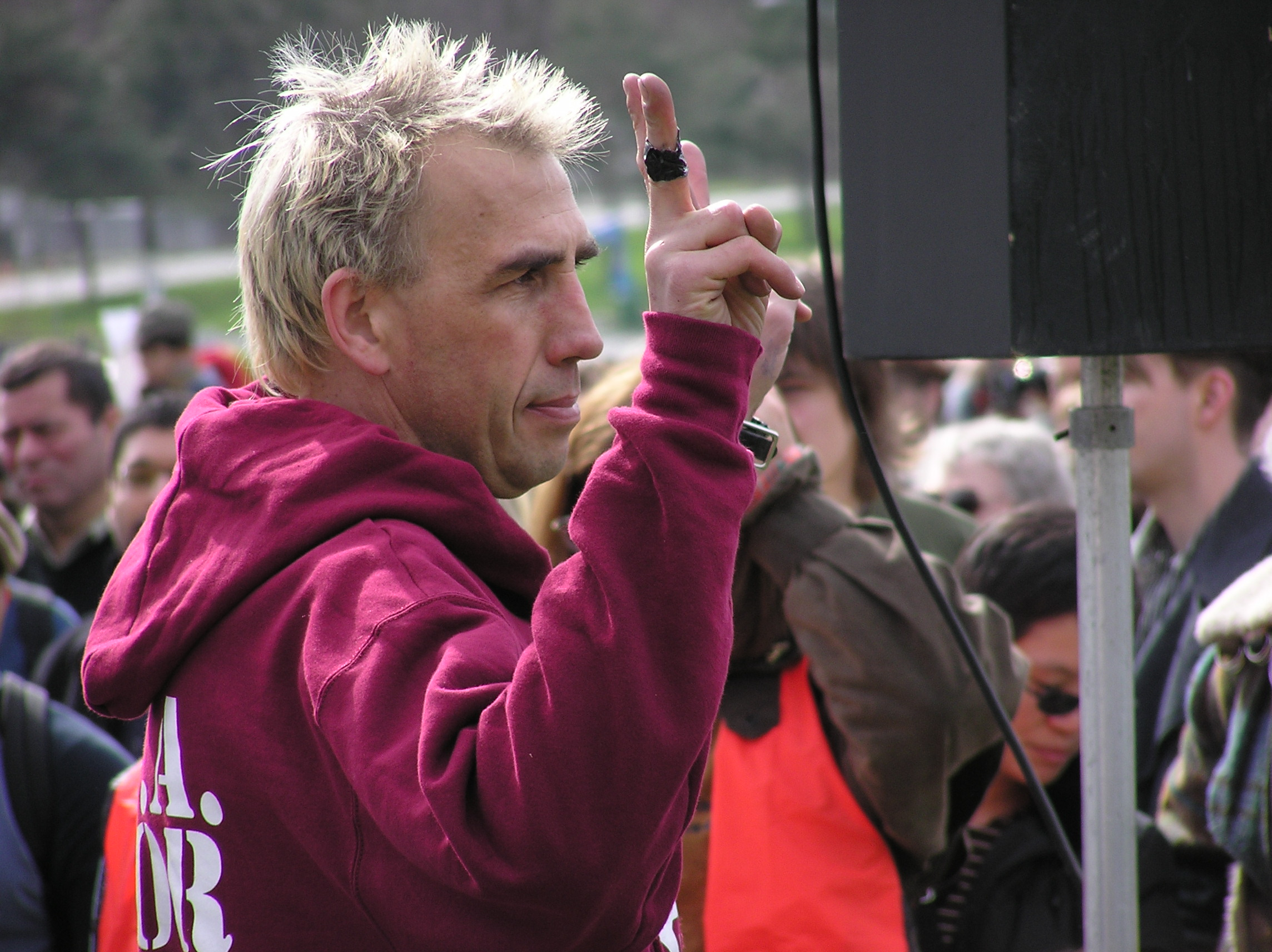
Joey Shithead do D.O.A. em Vancouver, BC, Canadá, 2004.

Com a fama underground de bandas da cena hardcore de inclinação à extrema velocidade, como Bad Brains, Circle Jerks, Dead Kennedys e Minor Threat, a palavra se tornou definitivamente um sinônimo para um estilo novo de punk rock. Este estilo se consolida nos primeiros anos da década de 1980 caracterizado por músicas que geralmente não chegam a um minuto de duração, com ritmos dois por dois, velocidade extremamente acelerada, vozes gritadas, negação da estrutura verso-coro-verso, e guitarras exageradamente distorcidas.
Em comparação com a primeira geração do punk e com seus contemporâneos Europeus o Hardcore americano dos anos 80 não deu tanta importância ao visual. Assim como a música "aparava as arestas" do punk rock, tornando-o mais direto e econômico, os adeptos do hardcore abandonaram em grande parte os badulaques e cortes de cabelo exóticos, substituindo-os por cabeças raspadas ou cortes militares e roupas baratas e mais "comuns", algumas vezes influenciadas pelo skate. Aliás, os primeiros skaters estavam muito ligados a onda punk hardcore, os "skate punks" usavam um look que era um misto do look dos surfistas californianos (cabelos pelos ombros e sempre a mesma roupa durante meses) e da onda punk hardcore (calças de ganga justas, t-shirts curtas, tatuagens nos braços e tronco). No filme Lords of Dogtown a relação entre os primeiros skaters e a onda punk hardcore esta bem presente, Jay Adams no início estava dentro da onda skate/surf e mais tarde se tornou um mártir na cultura skate punk

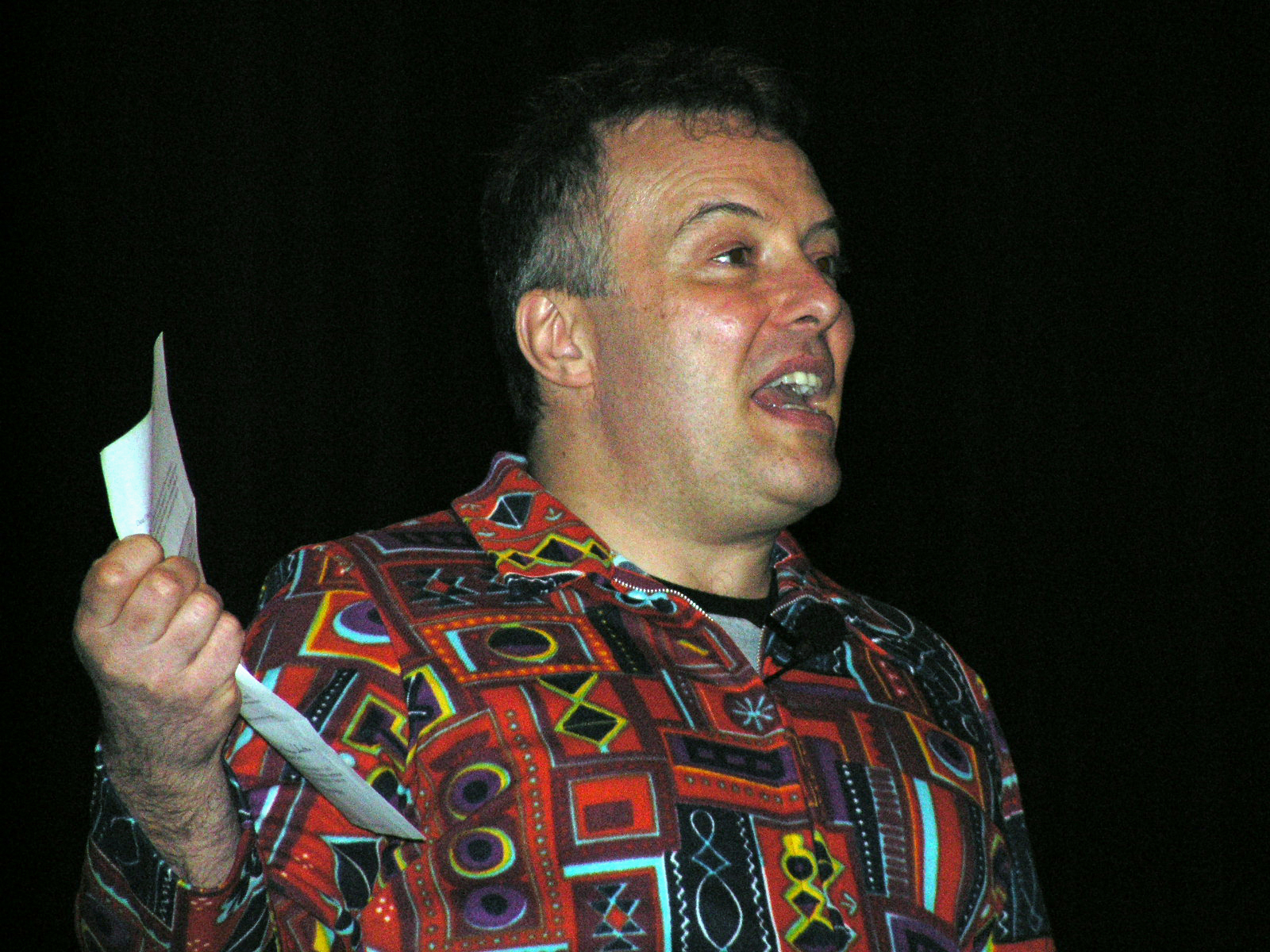
Jello Biafra, vocalista dos Dead Kennedys.

Entre 1980 e 1981 muitos participantes da cena hardcore se aproximaram ideologicamente da primeira geração anarcopunk que se desenvolvia na Inglaterra. Ambas cenas demonstravam uma postura punk nitidamente construtiva (apesar das referências pessimistas e agressivas). Inicialmente a atitude mental positiva, em contraposição à típica imagem do punk como um junkie vândalo,  foi defendida por membros dos Bad Brains, mas ganhou força com a postura anti auto-destrutiva da banda Minor Threat, que não usava nenhum tipo de drogas e foi transformada pouco tempo depois na postura straight-edge. Na Inglaterra a primeira geração anarcopunk defendia, entre outras coisas, a não-violência e o veganismo/libertação animal.
Outras importantes características compartilhadas são a formação de gravadoras completamente independentes e produção de folhetos e fanzines de cunho político. Jello Biafra, vocalista da banda hardcore Dead Kennedys, cria a gravadora independente Alternative Tentacles e se torna junto com a SST (de Greg Ginn, guitarrista do Black Flag) um dos marcos para a produção e divulgação hardcore.

### Europa

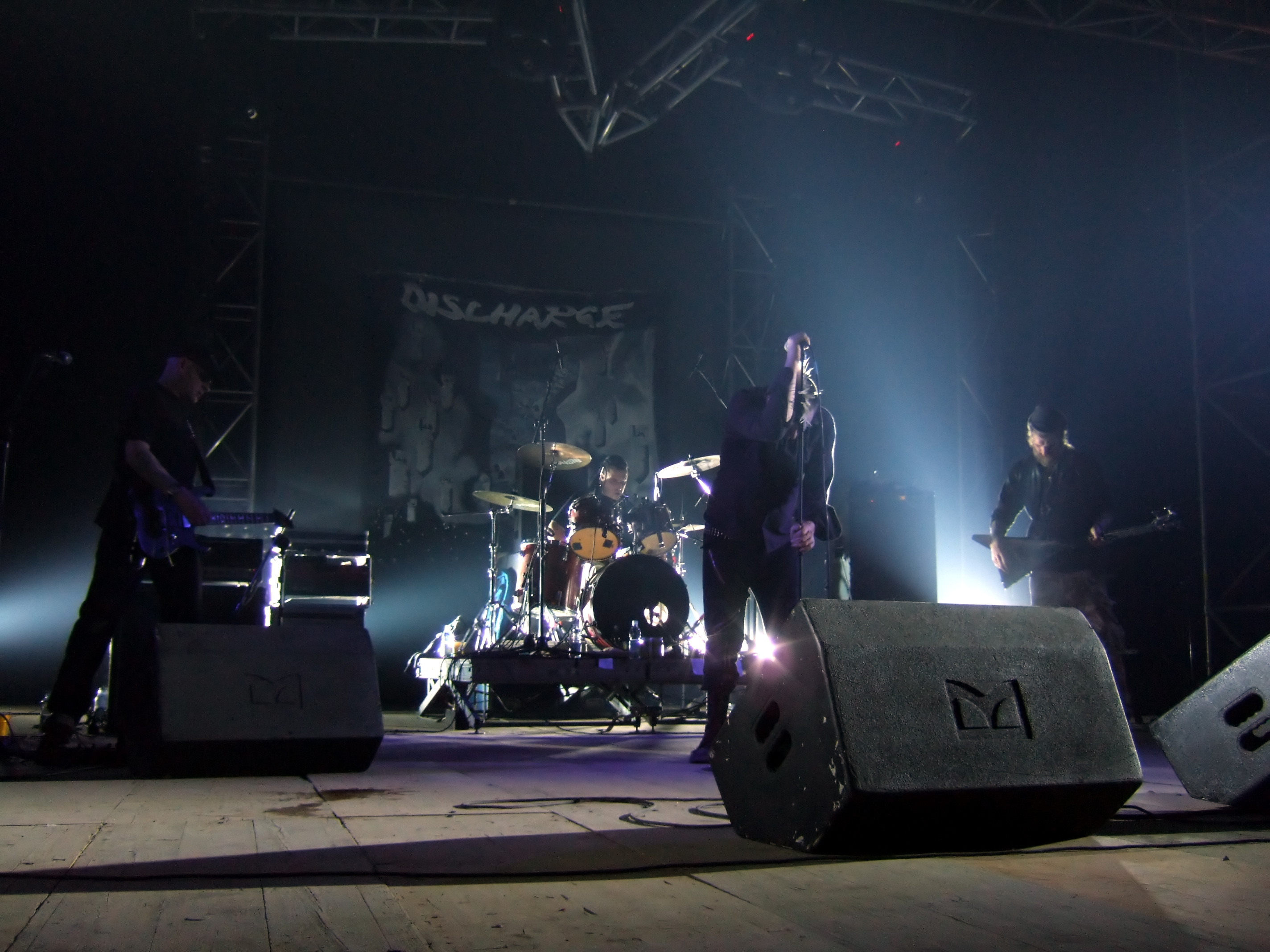
Discharge ao vivo em Roma, Itália,2006.

Apesar do uso do termo Hardcore ter de fato se popularizado nos Estados Unidos, a Inglaterra também desenvolveu sua versão mais ou menos na mesma época. Lá, já no final dos anos 70 nomes como os U.K. Subs já aceleravam o andamento do punk e bandas como o Crass radicalizavam a política do movimento, prenunciando o que estava por vir e se diferenciando das primeiras bandas, como Sex Pistols e The Clash.
Mas o marco zero do Hardcore britânico de-facto foi o lançamento do EP "Realities of War", do Discharge. Com quatro músicas em cinco minutos e letras curtas e grossas (espécies de hai kais punks) sobre guerra e destruição, era o mais brutal pedaço de vinil já produzido pela cena musical inglesa. A imprensa não entendeu e apesar (ou por causa) das resenhas negativas, o lançamento influenciou rapidamente outras bandas a adotarem música e discurse semelhantes, inicialmente o Disorder (cujo primeiro EP "Complete Disorder" saiu no ano seguinte) e pouco depois Chaos UK, Varukers, Chaotic Dischord, e muitas outras.

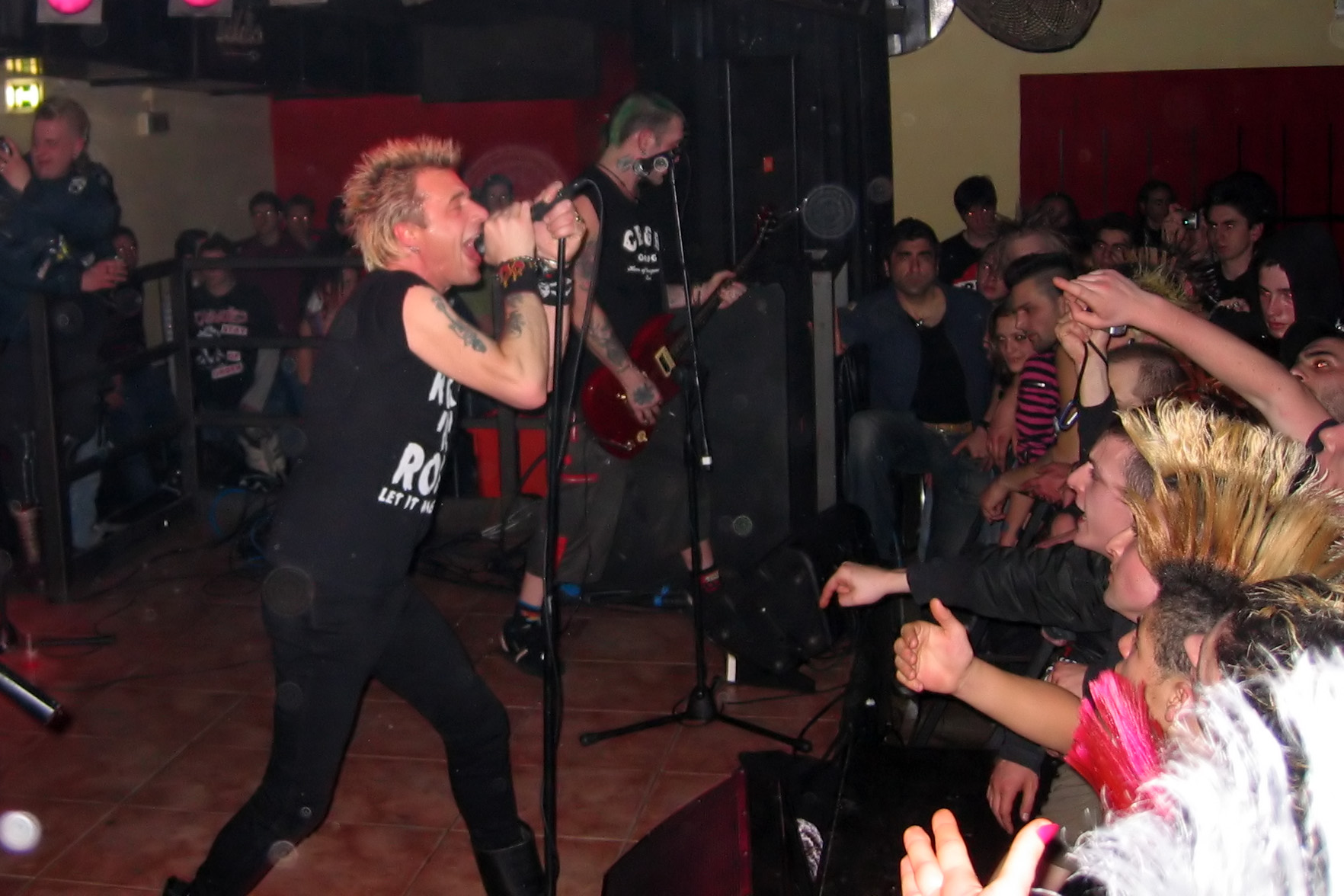
GBH ao vivo em 2006.

Algumas bandas, como Exploited e GBH costumam ser ligadas ao Hardcore britânico, mas seu som é um pouco mais "ortodoxo", menos direcionamento político e mais "fidelidade" ao punk dos anos 70. Devido a essas características, também são ligados ao streetpunk/Oi!.
Ao contrário do que ocorreu nos EUA, o Hardcore inglês radicalizou tanto na música e política quanto no visual. O couro (ou qualquer outro material) preto, arrebites e espetos tomaram conta da indumentária e os cortes de cabelo passaram a ser ainda mais arrepiados e muitas vezes mais longos, em forma de múltiplos cones.
Este estilo se espalhou rapidamente pela Europa e por volta de 1982, o Hardcore havia tomado conta do velho continente. Bandas como Anti-Cimex, Shitlickers (Suécia), Riistetyt, Kaaos, Rattus, Terveet Kädet (Finlândia), Upright Citizens (Alemanha), Eu's Arse, e Wretched (Itália), pegavam a base iniciada pelo Discharge e a levavam ainda mais longe e produzindo uma música ainda mais extrema.

### Brasil
Ao contrário da Europa e EUA, o Brasil não vivenciou uma explosão punk/new wave nos anos 70. Isso só foi ocorrer no início da década seguinte, já sob a influência do Hardcore. Inclusive, os Restos de Nada, a primeira banda punk do país, formada na Zona Norte de São Paulo no final de 1977, já apresentava no final dos anos 70 uma sonoridade mais áspera e veloz do que a do típico punk rock de 1977, como demonstram algumas dos raros registros da época.

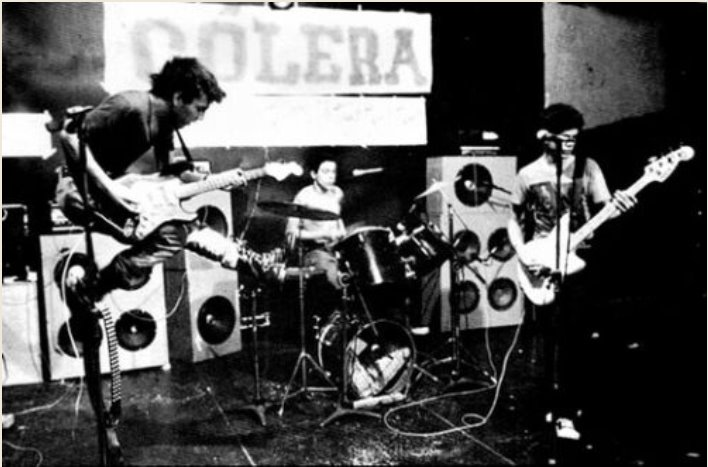
Cólera ao vivo em São Paulo, Brasil, 1985.

Portanto, pode-se dizer que o Hardcore, de uma forma ou de outra foi quase desde o princípio a tendência dominante no punk brasileiro. O primeiro lançamento punk do país, a coletânea "Grito Suburbano", lançada no início de 1982 traz as bandas Olho Seco, Inocentes e Cólera apresentando cada uma quatro músicas rápidas e agressivas, que não devem nada aos equivalentes no hemisfério norte. No entanto, o termo "Hardcore" ainda era pouco usado e, diz a lenda, que a primeira banda a adotar o rótulo foi o Ratos de Porão, a partir de 1983.
De acordo com testemunhas da época, tudo começou por aqui em 1981, quando a loja Punk Rock Discos do vocalista do Olho Seco, Fábio Sampaio, começou a receber discos como "Why?" do Discharge e "Group Sex" dos Circle Jerks. De início, alguns punks mais conservadores torceram o nariz, mas este novo som cabia como uma luva na realidade urbana de São Paulo e em poucos meses tomou a cena de assalto. Após estes primeiros contatos, começou a chegar mais material, como os lançamentos da Dischord (Minor Threat, Teen Idles, etc…) e bandas suecas e finlandesas. Pode-se dizer que por volta de 1985 a influência do hardcore americano, bastante presente no início da década, havia praticamente sumido (com exceção de bandas como o Grinders) e a sonoridade Britânico-Escandinava dominara a cena.
Por volta de 1983, começou em São Paulo uma divisão entre a facção mais decidida e assumidamente Hardcore e os adeptos do punk rock dos anos 70, que continuavam se definindo apenas como punks. Algumas bandas que aderiram ao setor "hardcore" na altura foram Ratos de Porão, Olho Seco, Excomungados, Inocentes (brevemente, pois a banda logo acabaria, para voltar pouco depois com formação e som totalmente diferentes), Psykoze e pouco depois, alguns novos nomes como Ruidos Absurdos, SP CAOS, Lobotomia e Armagedom, além dos Skate Punks do Grinders, inspirados pelo hardcore californiano. No Rio de Janeiro surgiam nomes como Desordeiros e Auschwitz, e em Brasília, A.R.D., Sansculottes - primeira banda de Rodolfo Abrantes, AxBax - primeira banda de Gabriel Thomaz, e DF-Caos - que mais tarde se tornaria o DFC. Esta nova turma "hardcore" se diferenciava da geração anterior (além do gosto musical), pelo visual mais carregado inspirado nas bandas inglesas e escandinavas, menor apego ao ganguismo e violência e, entre as bandas, pela temática freqüentemente abordando a guerra nuclear e temas mais "geopolíticos", por assim dizer. Outros estados brasileiros tiveram seus representantes no punk rock, sendo os mais famosos o Camisa de Vênus da Bahia e Os Replicantes no Rio Grande do Sul, esse mais engajado no sub-gênero Hard Core.

## Sumário
O estilo evoluiu para outras vertentes:
- Crust punk: Também conhecido como crustcore ou crust está associado à cultura da segunda geração anarcopunk (ecologia, anarquismo, pró-libertação animal), se assemelha ao grindcore no extremismo mas a sonoridade é mais lenta. Ideologicamente é ligado ao estilo de vida dos punks europeus, em grande parte moradores de squats (casas ocupadas) e defensores da participação mínima no "sistema". Geralmente, o visual agressivo ainda está presente mas com algumas inovações, como os dreadlocks e outras misturas entre elementos tribais e futuristas.
- Grindcore: Assim como o Crossover, surgiu a partir da influência do heavy metal junto a alguns setores da cena punk em meados da década de 1980, mas diferente deste, é uma mescla apenas dos aspectos mais extremos de ambos os gêneros. É notavelmente uma versão mais extrema do, já extremo, hardcore, baseado nos chamados "blast beats", as batidas ultra-rápidas de caixa e bumbo, cujo mais célebre praticante foi Mick Harris, baterista do Napalm Death e produtor musical e também criador do termo "Grindcore"
- Metalcore: Estilo surgido nos anos 90 que consiste basicamente em músicos provenientes da cena Hardcore tocando música quase que totalmente baseada no metal, mais precisamente no Thrash Metal e Death Metal. No entanto, o metalcore se diferencia do metal propriamente dito por ser em geral musicalmente mais simples, os vocais gritados vem da cena hardcore, e o gutural do death metal, e pelas letras muitas vezes mais influenciadas pela estética e ideologia do hardcore.
- Emocore: maior inclinação à questões sentimentais e pessoais além de uma estrutura musical mais melódica, influenciada pelo indie. Inicialmente bastante ligado ao chamado pós-hardcore. O termo foi criado na metade dos anos 80 para descrever bandas vindas da cena Hardcore de Washington, como Embrace e Rites of Spring,  cujas letras eram mais poéticas e introspectivas (ainda que muitas vezes continuassem politizadas à sua maneira) e cuja música, mais elaborada, mesclava a intensidade Hardcore com elementos vindos do pós punk. Foi adquirindo um novo sentido na segunda metade da década de 90. Conforme foi se distanciando das raízes Hardcore e se aproximando do pop rock e pop punk, a estética e música foram mudando, o que acabou por gerar a moda emo dos anos 2000, já totalmente adversa do Hardcore punk original e chegando a lembrar as boy-bands e outros fenômenos da indústria cultural para adolescentes.